# Ayacucho (departamento)
Ayacucho é um departamento da Argentina, localizado na
província de San Luis.